# Marie-Charles-Louis d'Albert de Luynes
Marie-Charles-Louis d’Albert, cinquième duc de Luynes, duc de Chevreuse, né le 24 avril 1717 et mort le 8 octobre 1771, est un militaire français.

## Biographie

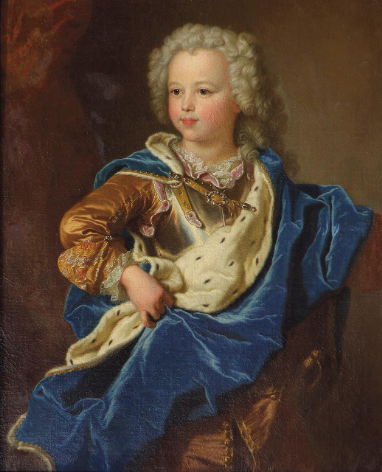
Le jeune Marie-Charles-Louis d'Albert de Luynes à 5 ans par Hyacinthe Rigaud - Château de Dampierre.

Fils de Charles Philippe d'Albert de Luynes (1695-1758), quatrième duc de Luynes, et de Louise-Léontine de Bourbon-Soissons-Neuchâtel (1696-1721), il est duc titulaire de Montfort, puis de Chevreuse, comte de Montfort, puis duc de Luynes et pair de France, prince de Neuchâtel (titre revendiqué mais non reconnu par le Roi), marquis de Saissac et de Dangeau, comte de Tours, de Noyers et de Dunois.
Il fait une carrière militaire, Brigadier de dragons (1736), Maréchal de camp (1743), lieutenant général des armées du Roi (1748).
Il fut aussi colonel général des Dragons (1754), gouverneur de Paris (1757) et chevalier des Ordres du Roi (1759).
Prenant part à la guerre de 1733, il fit les campagnes de 1745 et 1735. Dans la guerre suivante, il était à l'escalade de Prague en 1741. La même année, il reçut quatre blessures au combat de Sahay à la tête des dragons. Il était, en 1742, à la défense de Prague comme il avait été à l'attaque. Il assista enfin à tous les sièges et à toutes les batailles mémorables de cette même guerre.

### Mariages et descendance
Il épouse à Paris, paroisse Saint-Sulpice, le 25 janvier 1735, Thérèse Pélagie d'Albert de Grimberghen, fille de Louis-Joseph d'Albert de Luynes, prince de Grimberghen et du Saint Empire, ambassadeur de l'Empereur d'Autriche en France (fils cadet du duc Louis-Charles), et de Madeleine Marie Honorine Charlotte, princesse de Berghes, veuve de très haut et très puissant seigneur Louis de Guilhem de Clermont de Castelnau Lodève, épousé en 1698 et décédé en 1705. Elle meurt en 1736 à Paris, paroisse Saint-Sulpice. Elle était la nièce de l'arrière-grand-père de Marie-Charles-Louis, le duc Charles-Honoré (fils aîné du duc Louis-Charles), et la cousine germaine de son père, le duc Honoré-Charles.
Il se remarie à Paris, paroisse Saint-Roch, le 10 juin 1738, avec Henriette Nicole Pignatelli d'Egmont (née en 1719, décédée à Paris le 1er septembre 1782), sœur de Casimir, fille de Procope Charles Nicolas Augustin Pignatelli, duc de Bisaccia (v. 1696-1743), et d’Henriette Julie de Durfort de Duras de Braine (1696-1779). De leur union naissent plusieurs enfants sur la paroisse de Saint-Sulpice de Paris:
- Charles Marie Léopold d’Albert (1740-1758) comte de Dunois[3]
- Marie Paule Angélique d’Albert de Chevreuse (1744-1781) qui épouse en 1758 à Dampierre son cousin Joseph Louis d’Albert d'Ailly[4]

- Louis-Joseph-Charles-Amable d'Albert de Luynes (1748-?), sixième duc de Luynes
- Pauline Sophie d'Albert (1756-?) chanoinesse de Remiremont (1789), dite Mlle d'Albert

## Armoiries

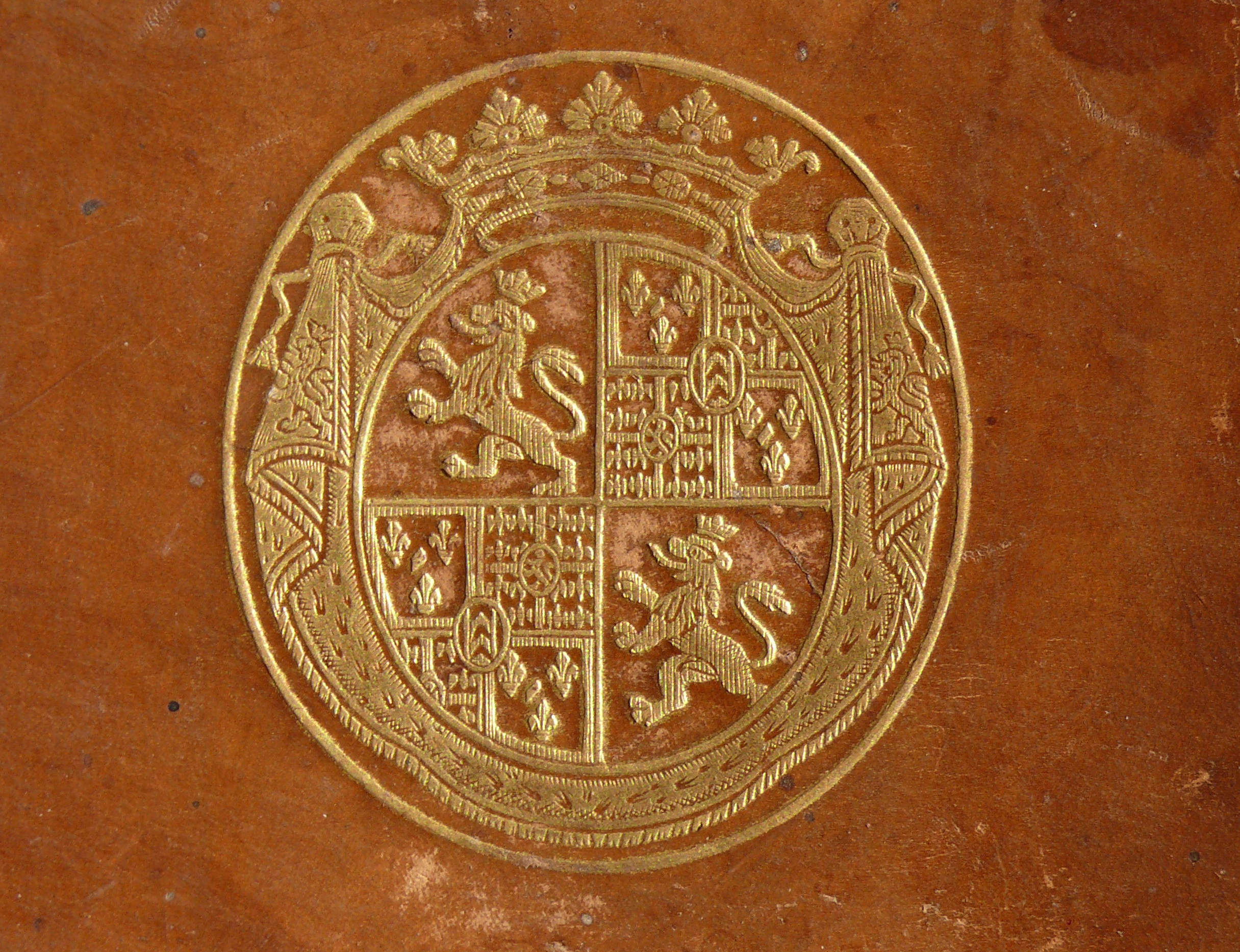
Ses armoiries sur la reliure d'un livre lui ayant appartenu.

Écartelé : aux 1 et 4, d'Albert ; aux 2 et 3, contre-écartelé : a) et d) de Bourbon-Soissons ; b) et c) de Montmorency, sur le tout des quartiers 2 et 3, de Neufchâtel.

## Pour approfondir

### Sources
- Mercure de France, octobre 1771, p. 211.